# Голдберг, Бертранд
Бертранд Голдберг (англ. Bertrand Goldberg); 17 июля 1913, Чикаго, США — 8 октября 1997, там же) — американский архитектор.

## Биография

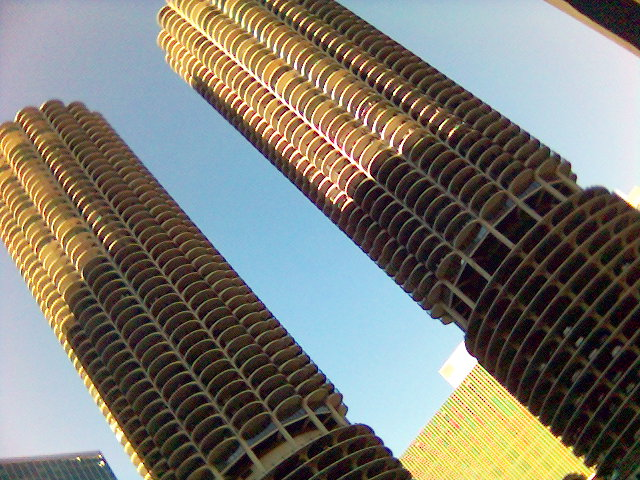
Здание Marina City

Бертранд Голдберг родился в семье коренных жителей Чикаго, предки которой жили в этом городе в течение века. Он вырос в районе Гайд Парк (англ. Hyde Park), учился в местных частных школах. Окончил Кембриджскую школу ландшафтной архитектуры (англ. Cambridge School of Landscape Architecture), позднее ставшую Архитектурной школой Гарварда. В возрасте 18 лет (в 1932 году) он отправился в Германию на учебу в Баухауз (англ. Bauhaus), где работал у архитектора Людвига Мис ван Дер Роэ (англ. Ludwig Mies van der Rohe).
В 1933 году в Берлине Голдберг, еврей по национальности, говорил квартирной хозяйке об ужасах нацизма, что было верхом неосторожности, принимая во внимание время и место. В результате его заставили покинуть Берлин и он спешно уехал в Париж. Вскоре он вернулся в Чикаго, где сначала работал у модернистских архитекторов «Кек и Кек» (Keck & Keck), Пола Швайкера (англ. Paul Schweikher) и Ховарда Фишера (англ. Howard Fisher). В 1937 году Голдберг открыл свою собственную архитектурную фирму в Чикаго.
Голдберг известен новаторскими конструкторскими решениями сложных проблем в проектировании жилых, институционных и промышленных объектов. Одним из первых заказчиков Голдберга была в 1938 году сеть магазинов мороженого «Северный Полюс» (North Pole). Спроектированная Голдбергом хитроумная конструкция позволяла демонтировать небольшие магазины, перевозить их в другое место и собирать заново с минимумом усилий.
Наиболее известной постройкой Голдберга является комплекс «Марина Сити» (англ. Marina City) в Чикаго, группа самых высоких на момент завершения жилых зданий во всем мире (1959—1964 годы). По свидетельству сына Голдберга, Джефри, у отца никогда прежде не было проектов такого масштаба. На работу над проектом «Марина Сити» его нанял руководитель строительства Чарльз Суибел (англ. Charles R. Swibel). По версии сына Суибела, Говарда, одной из причин этого было то, что Суибел остро ощущал свою еврейскую идентификацию. Услышав про еврейского архитектора, он решил дать ему шанс. После успеха этого проекта Голдберг получил много крупных заказов на больницы, школы и другие общественные и институционные здания. Одним из них был ставший вскоре всемирно известным проект многофункционального квартирного комплекса «Ривер-Сити» (англ. River City) в Чикаго.
В ходе своей карьеры Голдберг разработал автомобиль с двигателем, расположенным сзади, уникальную мебель, сборные дома и мобильные лаборатории вакцинирования для правительства Соединенных Штатов. В некоторых проектах он сотрудничал со своим другом Бакминстером Фуллером (англ. R. Buckminster Fuller). Голдберг много писал о проблемах городов и на другие исторические и культурные темы.
В 1946 году Бертранд Гольдберг женился на Нэнси Флоршейм (англ. Nancy S. Florsheim). У них было трое детей: Нэн, Лиса и Джефри.